# Percy-en-Normandie
Percy-en-Normandie ist eine französische Gemeinde mit 2.628 Einwohnern (Stand 1. Januar 2022)
im Département Manche in der Region Normandie. Sie gehört zum Kanton Villedieu-les-Poêles-Rouffigny und zum Arrondissement Saint-Lô.
Sie entstand mit Wirkung vom 1. Januar 2016 als Commune nouvelle durch die Zusammenlegung der ehemaligen Gemeinden Percy und  Le Chefresne, die in der neuen Gemeinde den Status einer Commune déléguée haben. Der Verwaltungssitz befindet sich im Ort Percy.

## Gliederung
| Ortsteil                | ehemaliger INSEE-Code | Fläche (km²) | Einwohnerzahl zum 1. Januar 2022 |
| ----------------------- | --------------------- | ------------ | -------------------------------- |
| Percy (Verwaltungssitz) | 50393                 | 37,04        | 2.370                            |
| Le Chefresne            | 50128                 | 11,28        | .0258                            |

## Lage
Nachbargemeinden von Percy-en-Normandie sind Hambye im Nordwesten, Maupertuis und Villebaudon im Norden, Beaucoudray im Nordosten, Montabot im Osten, Margueray und Montbray im Südosten, La Colombe im Süden, La Bloutière im Südwesten und Montaigu-les-Bois und Gavray-sur-Sienne mit Sourdeval-les-Bois im Westen.

## Sehenswürdigkeiten
- Kirche Saint-Jean-Baptiste in Percy

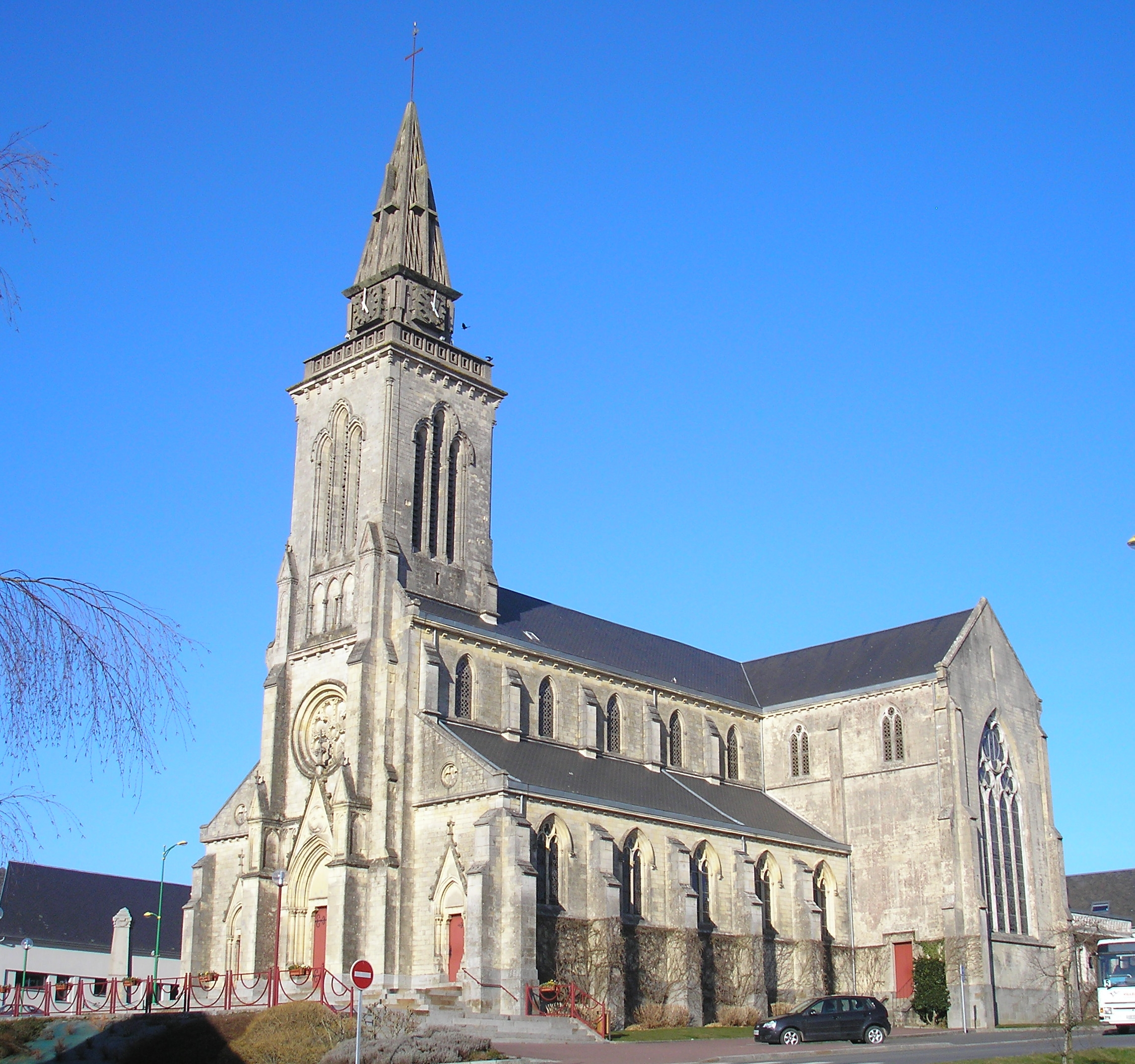
Kirche Saint-Jean-Baptiste
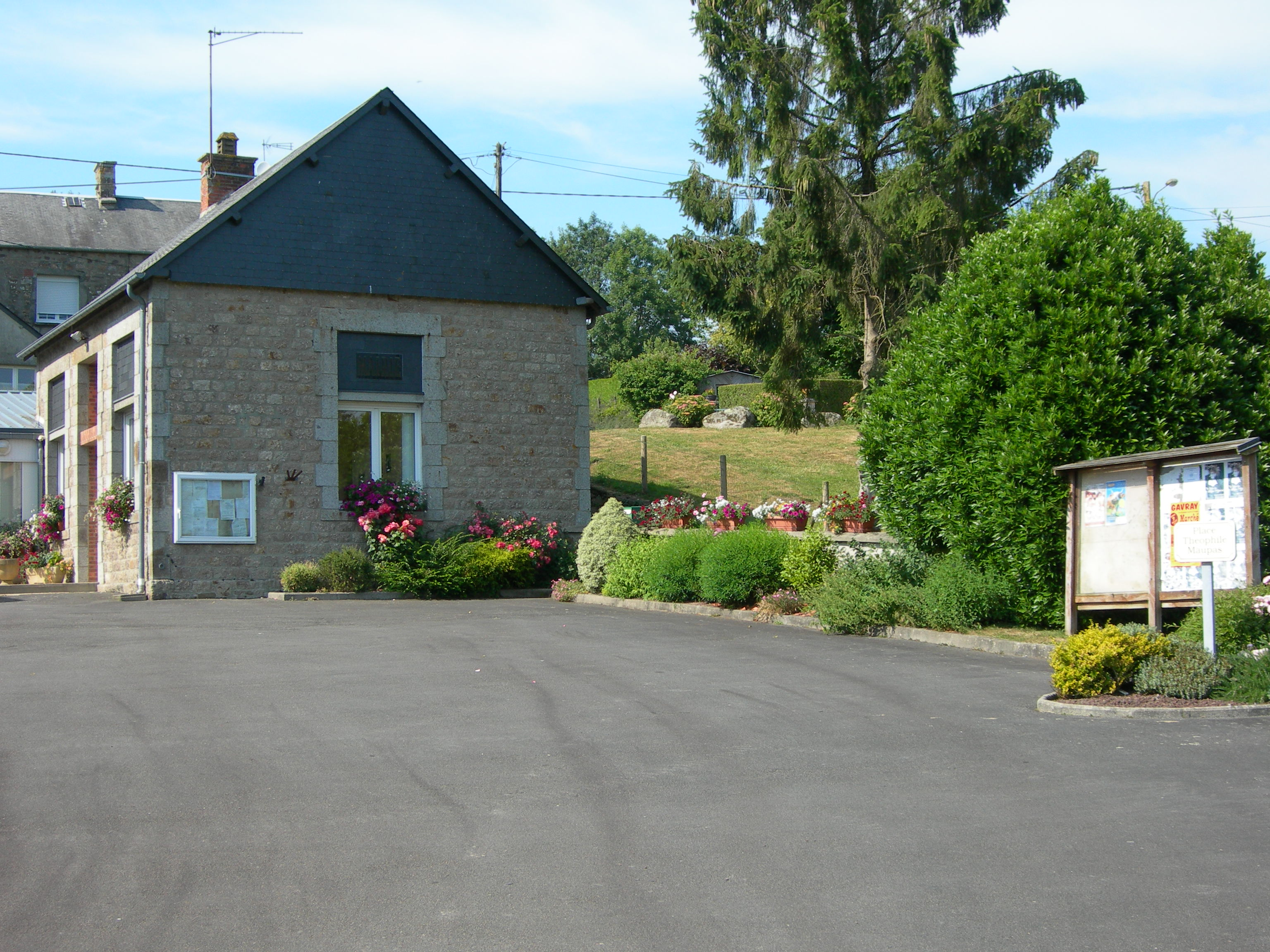
Die ehemalige Mairie von Le Chefresne